# Monterrey Grand Prix 1983
Il Monterrey Grand Prix 1983 è stato un torneo di tennis giocato sul sintetico indoor. È stata la 3ª edizione del torneo che fa parte del Volvo Grand Prix 1983. Si è giocato a Monterrey in Messico dal 28 febbraio al 5 marzo 1983.

## Campioni

### Singolare maschile
Sammy Giammalva ha battuto in finale  Ben Testerman con il punteggio di 6–4 3–6 6–3

### Doppio maschile
Nduka Odizor /  David Dowlen hanno battuto in finale  Andy Andrews /  John Sadri con il punteggio di 6–3, 7–5